# Kenneth Bae
Kenneth Bae (nacido como Pae Jun Ho; 1968) es un ciudadano estadounidense que saltó a la fama por su detención en Corea del Norte y es el más largo detenido estadounidense en Corea del Norte desde el fin de la guerra de Corea. Bae fue liberado el 8 de noviembre de 2014.

## Vida y educación temprana
Bae nació en Corea del Sur en 1968. Cuando tenía 17 años, su familia se mudó a los Estados Unidos.
Bae se graduó de la Escuela Secundaria West en Torrance, California en 1988.
Bae estudió psicología durante dos años en la Universidad de Oregón en Eugene, Oregón. Mientras estudiaba allí, sus informes, ayudó a los estudiantes de intercambio extranjero de Corea del Sur. Dejó la universidad después de dos años.

## Carrera
Bae había vivido en Seattle, Washington en el condado de Snohomish. En 2005, Bae se trasladó a China con su esposa y sus tres hijos. Creó una empresa de turismo llamado "Nations Tour" para las visitas de la zona económica especial de Corea del Norte que eran viajes misioneros cristianos en secreto.

### Arresto y enjuiciamiento
El 3 de noviembre de 2012, Bae viajaba con cinco turistas europeos en Rajin-guyŏk, Rason, Corea del Norte, cuando las autoridades descubrieron que llevaba un disco duro que contenía imágenes de hambrientos huérfanos de Corea del Norte. Lo que fue considerado por el gobierno de Corea del Norte como un delito orientado a "derrocar al régimen".

## Liberación
Bae fue liberado junto con Matthew Todd Miller el sábado 8 de noviembre de 2014, después de poco más de dos años de estar preso en Corea del Norte.